# Winfried Stelzer

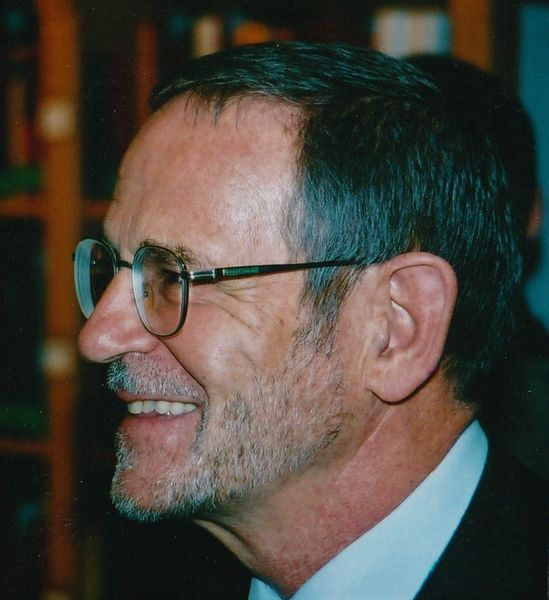
Winfried Stelzer, aufgenommen 2004 von Werner Maleczek.

Winfried Stelzer (* 7. September 1942 in Graz) ist ein österreichischer Historiker und Diplomatiker.
Winfried Stelzer studierte Geschichte, Anglistik, Anthropologie, Kunstgeschichte und Volkskunde an der Universität Graz. Im Jahr 1967 wurde er in Graz bei Hermann Wiesflecker promoviert mit einer Arbeit über die Beziehungen König Maximilians I. zur römischen Kurie. Anschließend absolvierte er den 51. Ausbildungskurs am Institut für Österreichische Geschichtsforschung in Wien (1965–1968). Seine Lehrer waren vor allem Alfons Lhotsky und Heinrich Fichtenau. Seit 1969 war er Hochschul-Assistent an der Universität Wien. Seine Habilitation erfolgte 1980 in Wien mit der Arbeit Studien zur Frührezeption des gelehrten Rechts in Österreich. Im Wintersemester 1981/82 war er Gastprofessor in Innsbruck. 1983 trat er die Nachfolge von Fichtenau an und lehrte bis zu seiner Emeritierung 2009 als ordentlicher Professor mittelalterliche Geschichte und Historische Hilfswissenschaften an der Universität Wien. Stelzer ist Mitglied des Instituts für Österreichische Geschichtsforschung.
Seine Forschungsschwerpunkte sind die Bildungsgeschichte, die spätmittelalterliche Geschichtsschreibung und Quellenkunde, die Paläographie und Handschriftenkunde, die Frühzeit des gelehrten Rechts im Raum des heutigen Österreich vom 12. bis 15. Jahrhundert, das Schrift- und Buchwesen des Mittelalters, die Mentalitätsgeschichte (Landesbewusstsein) und die Jurisprudenz an der Universität Wien bis 1500.

## Schriften (Auswahl)
- Gelehrtes Recht in Österreich. Von den Anfängen bis zum frühen 14. Jahrhundert (= Mitteilungen des Instituts für Österreichische Geschichtsforschung. Ergänzungsband 26). Böhlau, Wien u. a. 1982, ISBN 3-205-08413-6 (Zugleich: Wien, Universität, Habilitations-Schrift, 1980).